# 吳鴻業 (清朝)
吳鴻業（？—？），字希周，淡水艋舺（今臺北市萬華區）人，台灣清治時期末期畫家。他善於畫蝶，曾作《百蝶圖》，其用色傳神、栩栩如生，當時著名的文人黃本淵、鄭用錫、陳維英等二十幾人皆為其題詠，使《百蝶圖》成為一時名作；除《百蝶圖》之外，另有《彩蝶四屏》流傳於世，皆為描摹蝶之名作。

## 代表作品

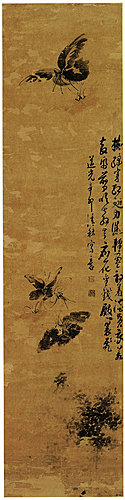
《百蝶圖》之一
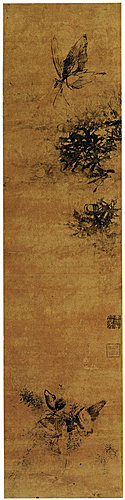
《百蝶圖》之二
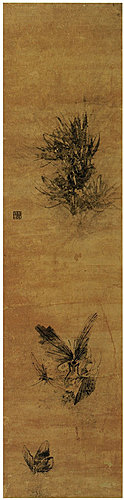
《百蝶圖》之三
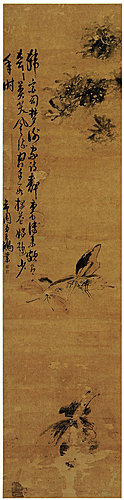
《百蝶圖》之四
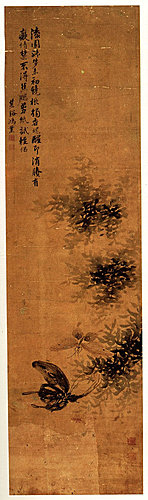
《彩蝶四屏》之一
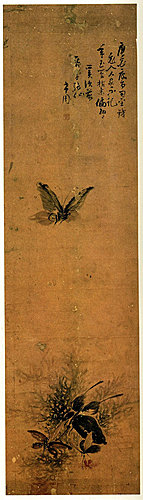
《彩蝶四屏》之二
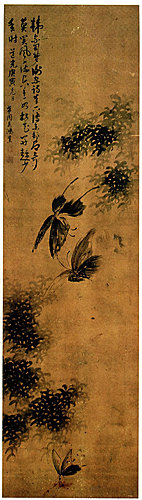
《彩蝶四屏》之三
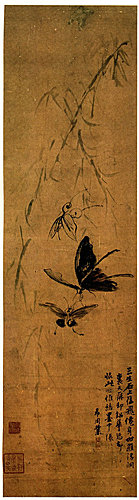
《彩蝶四屏》之四